# Demotispa neivai
Demotispa neivai là một loài bọ cánh cứng trong họ Chrysomelidae. Loài này được Bondar miêu tả khoa học năm 1940.